# Quan hệ Hoa Kỳ – Mông Cổ

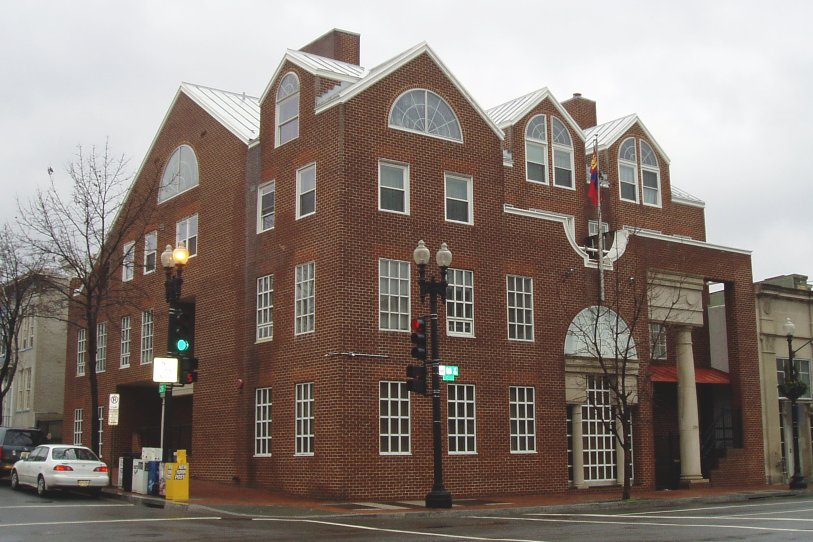
Đại sứ quán Mông Cổ tại Washington DC, Hoa Kỳ.

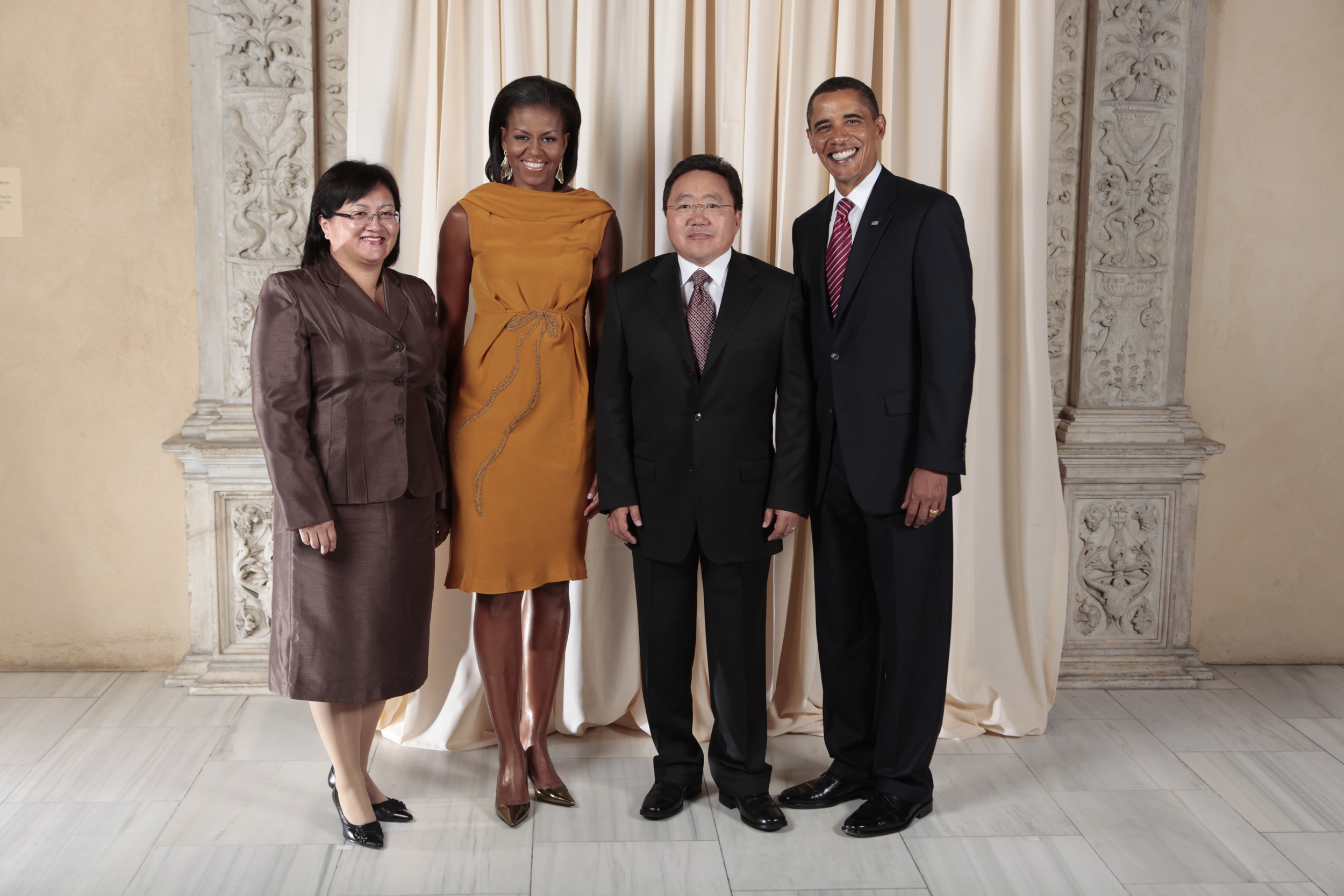
Tổng thống Mông Cổ Tsakhiagiin Elbegdorj và Tổng thống Mỹ Barack Obama.

Quan hệ Hoa Kỳ – Mông Cổ là quan hệ song phương giữa Hoa Kỳ và Mông Cổ.
Theo một cuộc thăm dò của Gallup năm 2010, người Mông Cổ thích sự lãnh đạo của Mỹ hơn Trung Quốc và Ấn Độ, với 58% bày tỏ sự tán thành, 5% bày tỏ sự không đồng tình và 37% không chắc chắn, và theo Báo cáo Lãnh đạo Toàn cầu của Hoa Kỳ năm 2012, 44% Người Mông Cổ tán thành sự lãnh đạo của Hoa Kỳ, với 6% không tán thành và 50% không chắc chắn. Các cuộc thăm dò năm 2020 của Gallup cho thấy Mông Cổ là quốc gia hàng đầu ở châu Á ủng hộ thành tích lãnh đạo của Hoa Kỳ.
Theo một cuộc khảo sát năm 2017, 82% người Mông Cổ có quan điểm ưa thích đối với Hoa Kỳ (23% "rất thích" và 59% "hơi" ưa thích), với 10% bày tỏ quan điểm tiêu cực (1% "mạnh mẽ" và 9% " hơi "bất lợi).
Tính đến năm 2014, có 1.444 sinh viên quốc tế gốc Mông Cổ đang học tập tại Hoa Kỳ.

## Lịch sử
Do mối quan hệ chính trị và địa lý chặt chẽ trước đây của Mông Cổ với Liên Xô (đã giúp Mông Cổ giành được độc lập khỏi Trung Quốc) trong suốt Chiến tranh Lạnh, nên đã có giới hạn liên hệ lịch sử trực tiếp giữa Hoa Kỳ và Mông Cổ trước cuối thế kỷ 20. Tuy nhiên, một số người nhập cư từ Mông Cổ đến Hoa Kỳ sớm nhất vào năm 1949, do cuộc đàn áp tôn giáo ở quê hương của họ.
Chính phủ Hoa Kỳ công nhận Mông Cổ vào tháng 1 năm 1987 và thành lập đại sứ quán đầu tiên tại thủ đô Ulan Bator của đất nước này vào tháng 6 năm 1988. Đại sứ quán Hoa Kỳ chính thức khai trương vào tháng 9 năm 1988. Đại sứ Hoa Kỳ đầu tiên tại Mông Cổ, Richard L. Williams, không phải là cư dân ở đó. Joseph E. Lake, đại sứ thường trú đầu tiên, đến vào tháng 7 năm 1990. Ngoại trưởng James Baker thăm Mông Cổ vào tháng 8 năm 1990 và một lần nữa vào tháng 7 năm 1991. Mông Cổ công nhận đại sứ đầu tiên của mình tại Hoa Kỳ vào tháng 3 năm 1989. Ngoại trưởng Madeleine Albright thăm Mông Cổ vào tháng 5/1998, và Thủ tướng Nambaryn Enkhbayar thăm thủ đô Washington, DC của Mỹ vào tháng 11/2001. Thứ trưởng Ngoại giao Richard L. Armitage thăm Mông Cổ vào tháng 1 năm 2004, và Tổng thống Mông Cổ Natsagiin Bagabandi đến Washington để gặp Tổng thống George W. Bush vào tháng 7 năm 2004. Tổng thống Bush, Đệ nhất phu nhân Laura Bush, và Ngoại trưởng Condoleezza Rice đã đến thăm Mông Cổ vào tháng 11 năm 2005. Bộ trưởng Quốc phòng Donald Rumsfeld thăm vào tháng 10 năm 2005 và Chủ tịch Hạ viện Dennis Hastert thăm Mông Cổ vào tháng 8 năm 2005. Bộ trưởng Nông nghiệp Mike Johanns dẫn đầu một phái đoàn tổng thống vào tháng 7 năm 2006 cùng với lễ kỷ niệm 800 năm thành lập của Mông Cổ. Tổng thống Enkhbayar đã đến thăm Nhà Trắng vào tháng 10 năm 2007 và hai Tổng thống đã ký Thỏa thuận về Thử thách Thiên niên kỷ đối với Mông Cổ (xem bên dưới).
Hoa Kỳ đã tìm cách hỗ trợ phong trào của Mông Cổ theo hướng dân chủ và cải cách theo định hướng thị trường, đồng thời mở rộng quan hệ với Mông Cổ chủ yếu trong các lĩnh vực văn hóa và kinh tế. Năm 1989 và 1990, một hiệp định văn hóa, hiệp định Quân đoàn Hòa bình, hiệp định lãnh sự và hiệp định Công ty Cổ phần Đầu tư Tư nhân Nước ngoài (OPIC) đã được ký kết. Một hiệp định thương mại đã được ký kết vào tháng 1 năm 1991 và một hiệp ước đầu tư song phương vào năm 1994. Mông Cổ được cấp quy chế Quan hệ Thương mại Bình thường Vĩnh viễn (NTR) và tư cách hợp lệ Hệ thống Ưu đãi Tổng quát (GSP) vào tháng 6 năm 1999.